# نظام إدارة الموارد البشرية
نظام إدارة الموارد البشرية أو نظام معلومات الموارد البشرية هو شكل من برامج الموارد البشرية الذي يجمع بين عدد من النظم والعمليات لضمان سهولة إدارة الموارد البشرية، العمليات التجارية والبيانات. تستخدم الشركات برمجيات الموارد البشرية  لجمع عدة وظائف تقوم بها إدارة الموارد البشرية، مثل تخزين بيانات الموظفين وإعداد المرتبات وعمليات التوظيف، وإدارة المنافع، ومتابعة سجلات الحضور. إلى جانب ذلك تضمن هذه الأنظمة أن جميع عمليات الموارد البشرية قابلة للإدارة ويمكن الوصول لها بسهولة. تدمج الموارد البشرية كنظام، وبخاصة الأنشطة الأساسية  للموارد البشرية والعمليات مع مجال تكنولوجيا المعلومات، في حين أن برمجة نظم معالجة البيانات تطور إلى  إجراءات موحدة لحزم تخطيط موارد المؤسسة (ERP). عموما، يرجع أصل نظم تخطيط موارد المؤسسات إلى برامج تدمج المعلومات من تطبيقات مختلفة في قاعدة البيانات واحدة.
توفر نظم معلومات الموارد البشرية  وسائل اكتساب وتخزين وتحليل وتوزيع المعلومات إلى مختلف أصحاب المصلحة. يمكن نظام معلومات الموارد البشرية  تحسين العمليات التقليدية وتعزيز اتخاذ القرارات الاستراتيجية. وقد أحدثت موجة التقدم التكنولوجي  ثورة في كل مجالات الحياة اليوم، ومن بينها الموارد البشرية. كانت النظم القديمة تعمل على نطاق ضيق، حيث كانت بالعادة ترتكز على مهمة واحدة، مثل تحسين عملية إعداد الرواتب أو تتبع ساعات عمل الموظفين. أما نظم اليوم فتغطي الطيف الكامل من المهام المرتبطة إدارات الموارد البشرية، بما في ذلك تتبع وتحسين كفاءة العمليات، إدارة التسلسل الهرمي التنظيمي وتبسيط المعاملات المالية من جميع الأنواع. باختصار، كما أن دور إدارات الموارد البشرية قد توسع وتعقد، فإن نظم تكنولوجيا الموارد البشرية تطورت أيضا لتناسب هذه الاحتياجات.

## التاريخ

### ظهور برنامج إدارة الموارد البشرية
بدأ اتجاه ميكنة إعداد الرواتب وعمليات إدارة القوى العاملة خلال سبعينيات القرن الماضي ونظرا لمحدودية التكنولوجيا وأجهزة الكمبيوتر المركزية، كانت الشركات تعتمد على الإدخال اليدوي لإجراء تقييم الموظف ورقمنة التقارير.[بحاجة لمصدر]
  كان نظام نظام ساب R / 2 أول نظام تخطيط موارد المؤسسات يقوم بدمج وتوحيد وظائف الموارد البشرية (تم استبداله في وقت لاحق بـ R / 3 و S / 4 hana)، والذي تم تقديمه في عام 1979. ووفر هذا النظام للمستخدمين إمكانية الجمع بين بيانات الشركة في الوقت الحقيقي، وتنظيم العمليات من بيئة مركزية واحدة. ولا تزال العديد من أنظمة الموارد البشرية الشائعة اليوم تقدم وظائف كبيرة في نظام تخطيط موارد المؤسسات وكشوف الرواتب.
 يعد نظام PeopleSoft أول نظام موارد بشرية مكتمل لسوق الشركات والذي  صدر في عام 1987 واشترته أوراكل في وقت لاحق. (في المملكة المتحدة صدر نظام "Compel" عن CIPHR في عام 1983 كنظام مخصص لإدارة الموارد البشرية). تم استبدال PeopleSoft وتحديثه من قبل العملاء، واستبدل مفهوم بيئة الحاسوب الرئيسي واكتسب شعبية كبيرة حافظت على المشهد لسنوات عديدة. لا يزال النظام نشطًا حتى اليوم، في حين طورت أوراكل أيضًا أنظمة BPM متعددة مماثلة لأتمتة عمليات الشركات الأساسية.

### برنامج إدارة الموارد البشرية عبر الإنترنت
بدءا من أواخر تسعينيات القرن الماضي، بدأ مزودو أنظمة الموارد البشرية في تقديم حلول الموارد البشرية عبر الاستضافة السحابية لجعل هذه التكنولوجيا في متناول الفرق الصغيرة والمتباعدة. بدلا من ملقم-عميل، بدأت الشركات باستخدام حسابات على مواقع إنترنت على الشبكة  للوصول إلى أداء موظفيهم وتتبع الإنجازات بغض النظر عن موقعهم.

### برامج إدارة الموارد البشرية عبر المحمول
في عام 2014، بدأت الشركات في استغلال فوائد الاستضافة السحابية لنقل وظائف الموارد البشرية إلى الأجهزة النقالة. ومنذ ذلك الحين بدأ المزودون بإطلاق تطبيقات خاصة على أندرويد وآي باد/أي فون لتلبية احتياجات جميع الفرق والشركات.

### التطورات الحديثة في برامج إدارة الموارد البشرية
في عام 2015, تعرف مستخدمو برامج الموارد البشرية على تكنولوجيا الألعاب وهي أنظمة تضيف مزايا تسلية عمليات الموارد البشرية التقليدية وتحفز الموظفين على أداء أفضل من خلال منحهم شارات ومكافآت.
ومن الابتكارات الشائعة الأخرى المتعلقة بأنظمة الموارد البشرية المتخصصة، توظيف الفيديو، حيث إن معظم مقدمي الخدمة يدمجون أدوات لعقد المؤتمرات عبر شبكة الإنترنت في منتجاتهم، مما يسمح للمدراء بتحديد مكان المواهب واجتذابهم بدون قيود جغرافية.
 من المتوقع مستقبلا أن يقوم برنامج إدارة الموارد البشرية بإعادة تصميم قدراته، وتعزيز الكفاءة من خلال توظيف أكثر تخصصًا ومرتكزًا على المرشح مع واجهات مبسطة، وأتمتة المزيد من العمليات المتعلقة بالموارد البشرية والتي يتم تنفيذها حاليًا يدويا.

## وظائفه
إن طبيعة وظيفة إدارة الموارد البشرية (HR) إدارية ومتعارف عليها عند جميع المنظمات. وقد ربما قامت المنظمات بتشكيل عمليات الاختيار والتقييم الرواتب. لكن عملية مثل إدارة «رأس المال البشري» وصلت إلى عملية حتمية ومعقدة. وظيفة الموارد البشرية هي تتبع بيانات الموظف والتي عادة تشمل التاريخ الشخصيو والمهارات والقدرات والإنجازات والراتب. للحد من عبء العمل اليدوي من هذه الأنشطة الإدارية بدأت المنظمات أتمتة العديد من هذه العمليات عن طريق إدخال نظم إدارة الموارد البشرية المتخصصة. يعتمد مديرو الموارد البشرية على محترفي تقنية معلومات داخليين أو خارجيين لتطوير وصيانة نظام إدارة موارد بشرية متكامل. قبل ظهور نموذج طلب الخدمة  في أواخر الثمانينيات، نزلت العديد من عمليات الموارد البشرية المؤتمتة إلى أجهزة الكمبيوتر المركزية التي يمكنها التعامل مع كميات كبيرة من البيانات. ونتيجة لاستثمار رأس المال المرتفع اللازم لشراء أو برمجة برمجيات احتكارية، اقتصر نظام إدارة الموارد البشرية المنشأ داخليا على المنظمات التي تمتلك رأس مال كبير. ظهور خادم مزود خدمات التطبيقات والبرمجيات كخدمة (SaaS) أو أنظمة إدارة الموارد البشرية مكنت أعلى الرقابة الإدارية من هذه النظم. حاليا، تشمل نظم إدارة الموارد البشرية:
1. الاحتفاظ
2. توظيف
3. الإدارة
4. إدارة الرواتب
5. تخطيط الموارد البشرية
6. إدارة التعلم
7. سجل الأداء
8. الخدمة الذاتية للموظف
9. الجدولة
10. إدارة الغياب
11. تحليلات
12. إعادة التعيين
13. معالجة التظلمات